# Āraiši (stacja kolejowa)
Āraiši – stacja kolejowa w miejscowości Āraiši, w gminie Kieś, na Łotwie. Położona jest na linii Ryga - Valga.

## Historia
Stacja powstała w 1897 na Kolei Pskowsko-Ryskiej. Początkowo nosiła nazwę Araiži (ros. Арайжи, Arajży). W 1934 zmieniono jej nazwę na obecną.